# Ростов Великий
Ростов Великий (до 2025 року — Ростов; рос. Ростов Великий) — місто в Ярославській області Російської Федерації, адміністративний центр Ростовського району. Населення — 32 тисячі осіб.

## Історія
Місто вперше згадується в 862 році у Повісті врем'яних літ.
- Ростовське князівство

## Архітектура
Ростов — одне із найбагатших на пам'ятки історії та культури міст Росії.
- В історичному центрі міста розташований т. зв. «Ростовський кремль» — міцна мурована фортеця, що була побудована у другій половині XVII ст. зодчим Петром Досаєвим на замовлення митрополита Йони Сисойовича[ru] (останній відомий значним будівництвом за часів своєї хиротонії). Насправді ця фортеця не була кремлем — кремль у Ростові дійсно був, але був земляно-дерев'яним і розташовувався в іншому місці. 
 А відома фортеця первісно була архієрейським двором — резиденцією митрополитів Ростовських та Ярославських.
  - Фортеця має 7 глухих веж та 4 проїзних, над котрими розташовані дві надбрамні церкви:
    - Церква Іоанна Богослова. Освячена у 1683 р. Високий південний п'ятибанний храм. Фрески 1683 р.
    - Воскресенська церква. 1670-і рр. В плані повторює Богословську, розташована у східній ділянці фортечних мурів. Фрески 1675 р.

  - На внутрішній території «кремля» розташовані численні світські та церковні споруди, деякі із котрих існували ще до побудови фортеці:
    - Церква Одигитрії. 1693–1698 рр. Двоповерховий однобанний трапезний храм.
    - «Червоні палати». 1670-і рр., сильно перебудовані наприкінці XIX ст.
    - Палати із залишками часодзвоні (1698 р.) — розібраної у XIX ст. стовповидної вежі із курантами.
    - Самуйлів корпус. Триповерховий будинок XVI–XVIII ст., ззовні перероблений у стилі класицизму.
    - Дім на погребах. XVII–XVIII ст.
    - «Біла палата» — двоповерхова кам'яниця 1675 р. До неї прибудована т. зв. «віддаточна» палата.
    - Церква Спаса на Сенях. 1675 р. Примикає до «Білої палати». Високий однобанний безстовпний храм, що слугував колись домовою церквою ростовських митрополитів. Храм зберіг оригінальні інтер'єри та фресковий ансамбль 1675 р.
    - Ієрарша палата. В основному, XVI ст. Двоповерхова Г-подібна споруда.
    - Князівські терема. XVI ст. Двоповерхова кам'яниця, з'єднана із «Білою палатою» галереєю.

  - З двох боків до «кремля» примикають дві ділянки, огорожені слабкими стінами.
    - З півночі це територія Митрополичого саду. У стіну вмонтована двоповерхова мурована лазня кінця XVII ст. На цій ділянці розташована церква Григорія Богослова — 1680–1689 рр. П'ятибанний храм на підклеті, одоблення XVIII ст.
    - З півдня до фортеці примикає Соборна площа — мурований двір Успенського собору — кафедрального храму колишньої митрополії. Собор був закладений у 1160 р., у 1213–1231 рр. він був перебудований, а у 1508–1512 рр. збудований заново. Це великий шестистовпний п'ятибанний триабсидний храм. У храмі частково збереглись фрески XVI–XVIII ст., із оздобленні він має бронзові двері XVII ст. (із деталями ще XIII ст.) та бароковий іконостас 1730-х рр. Біля собору знаходиться його дзвіниця (1682–1687 рр.) — чотирьохповерхова, чотирьохпролітна. Дзвони — головним чином XVII ст., найбільший із них — 32-х тонний «Сисой». На ділянці мурів розташовані «Святі Ворота», збудовані наприкінці XVII ст. у наришкінському стилі.

  - Біля ділянки Соборної площі, але за межами її огорожі розташована церква Спаса на Торгу — 1685 — 1690 рр. Великий п'ятибанний храм із фресками 1762–1764 рр.
  - Навпроти «кремля» стоїть двоповерхова руїнована величезна будівля XVII–XIX ст. Це — колишні стайні митрополичого двору.

Церква Вознесенська або Ісидора на Валах. 1566 р. Дореволюційне зображення

- За межами «кремля» розташовані інші значні ансамблі та поодинокі споруди:
  - Комплекс Спасо-Яковлевського Димитрова монастиря. Монастир заснований у 1389 р. Збережений до нашого часу ансамбль — XVII–XIX ст. Він обнесений стінами XVII–XIX ст., що колись мали оборонне значення. Більшість споруд монастиря — класицистичні, XIX ст. Але найбільшу цінність має Аннозачатіївський собор 1686 р. — чотирьохстовпний п'ятибанний храм із фресковим ансамблем 1689–1690 рр.
  - До складу монастиря входить також Спасо-Песоцька церква (1603 р., кінець XVII ст.) Проте розташована вона за межами мурів. Це чотирьохстовпний п'ятибанний храм із галереями.
  - Комплекс Авраамієва Богоявленського монастиря. Це один із найдавніших монастирів Росії. Він заснований ще наприкінці XI ст. До нашого часу дійшли споруди XVI–XIX ст. Огорожа до нашого часу не збереглась, бо була знищена більшовиками.
    - Богоявленський собор. 1553–1554 рр. Зодчий — Андрій Малий. Це чотирьохстовпний п'ятибанний храм із галереєю та двома асиметричними приділами — шатровим і купольним під горкою кокошників. На місці ще одного приділа наприкінці XVII ст. поставлена шатрова дзвіниця. В соборі — залишки фресок 1736 р.
    - Введенська трапезна церква. XVII–XIX ст.ст.
    - Микольська надбрамна церква. 1691 р. Первісно цей п'ятибанний фортечний храм із двома вежами нагадував надбрамні храми «кремля». Але на початку XIX ст. бані і склепіння його були зламані і замінені двоярусною класицистичною дзвіницею.

  - Залишки Богородице-Різдвяного монастиря. Відомий з 1391 р. Більшість споруд знищено більшовиками. До нашого часу вціліла соборна церква Різдва Богородиці 1670 р. Це високий безстовпний однобанний храм із північним однобанним приділом та трапезною.
  - Залишки Петровського монастиря. Закладений бл. 1300 р. Більшість його споруд, у тому числі Петропавлівський собор 1682 р. були знищені більшовиками у 1930-і рр.
  - Одигітріївська церква. 1775 р.
  - Толзька церква. 1767 р.
  - Вознесенська церква (Ісидора на Валах). 1566 р. Закладена царем Іваном Грозним, зодчий — Андрій Малий. Безстовпна однобанна церква. Дзвіниця — XIX ст. Фрески 1770-х рр.

## Галерея

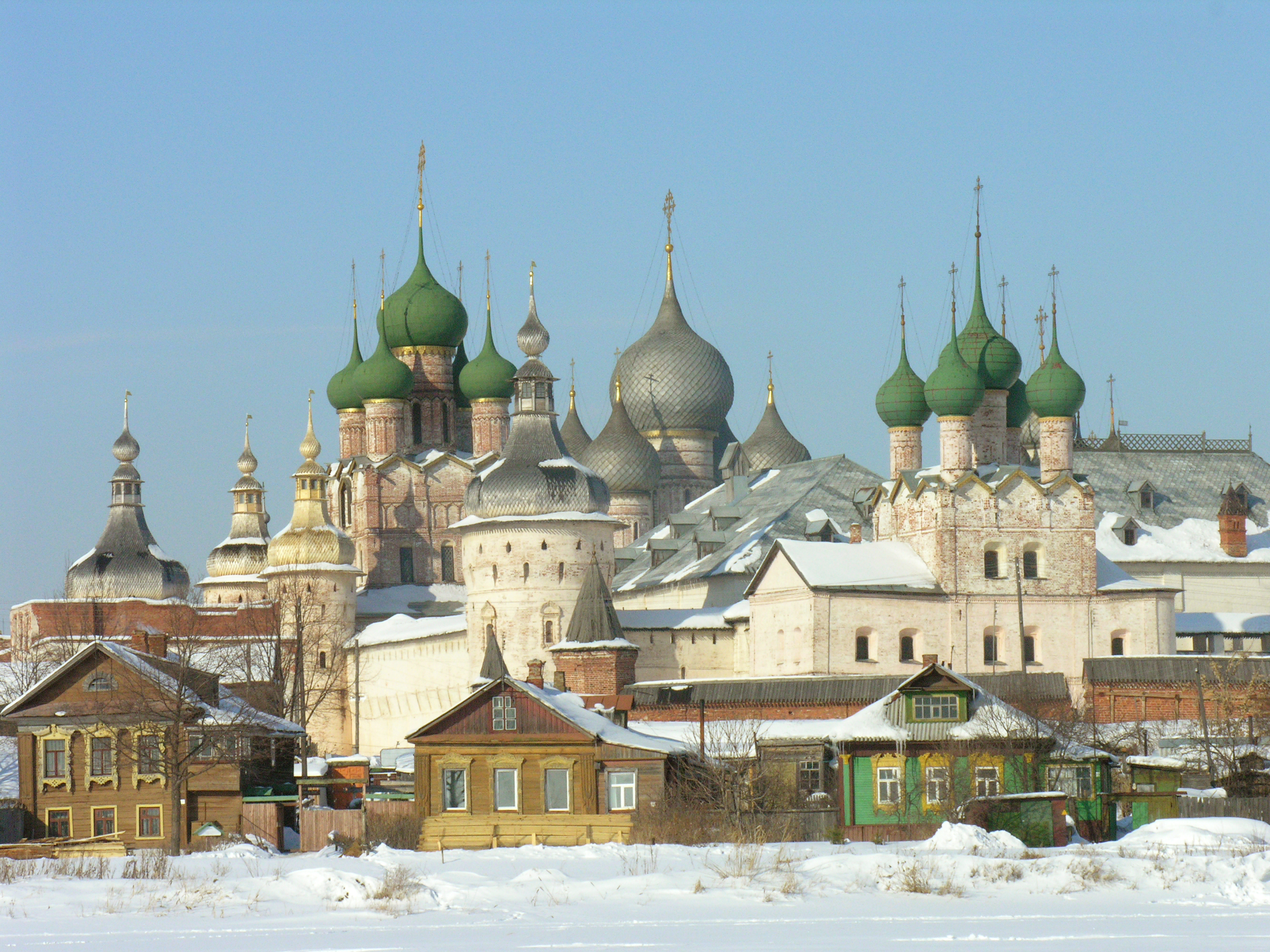
Ростовський кремль. На першому плані — церква Григорія Богослова. 1680—1689 рр.
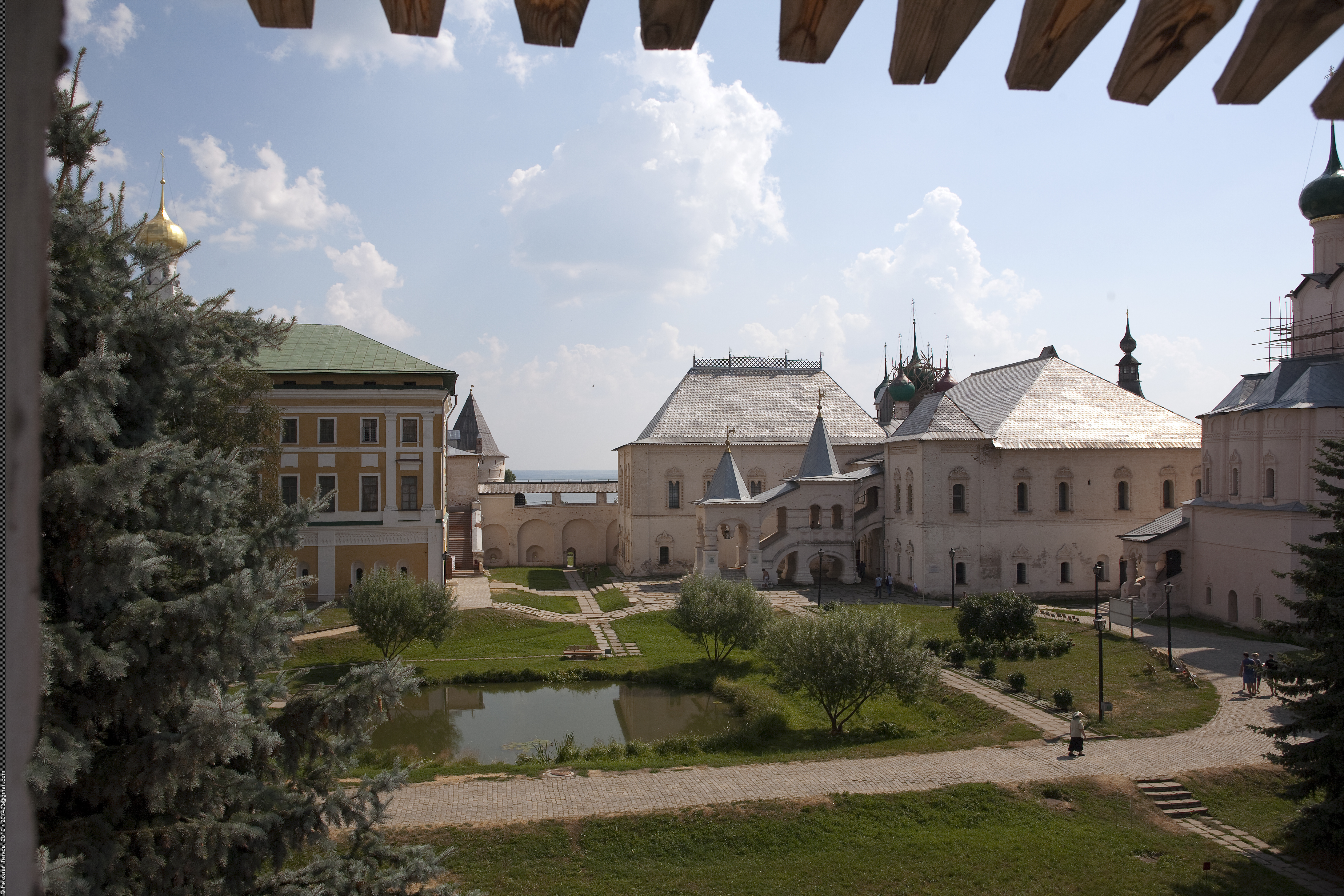
Ростовський кремль зсередини.
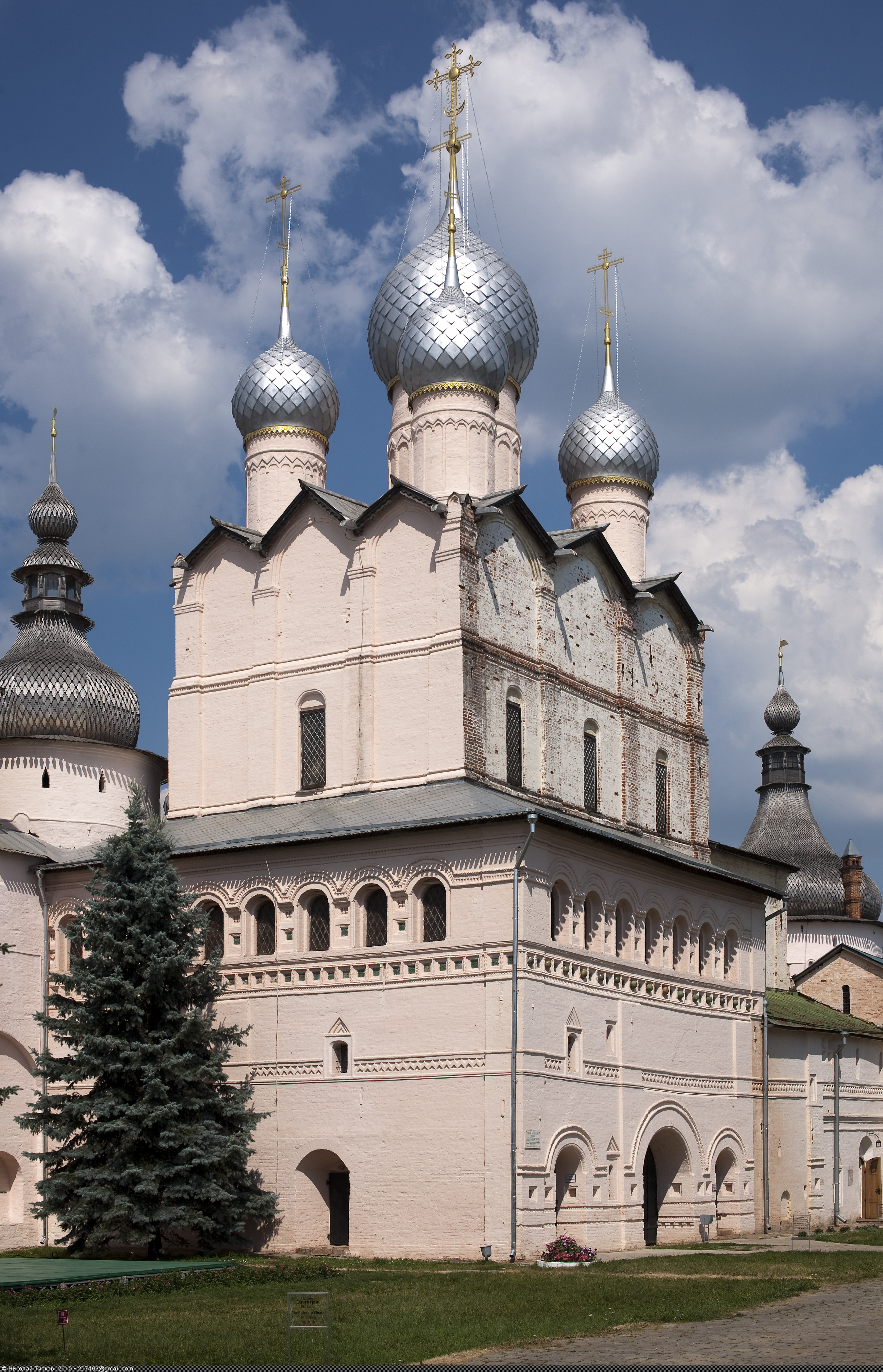
Кремль. Воскресенська церква. 1670-ті рр.
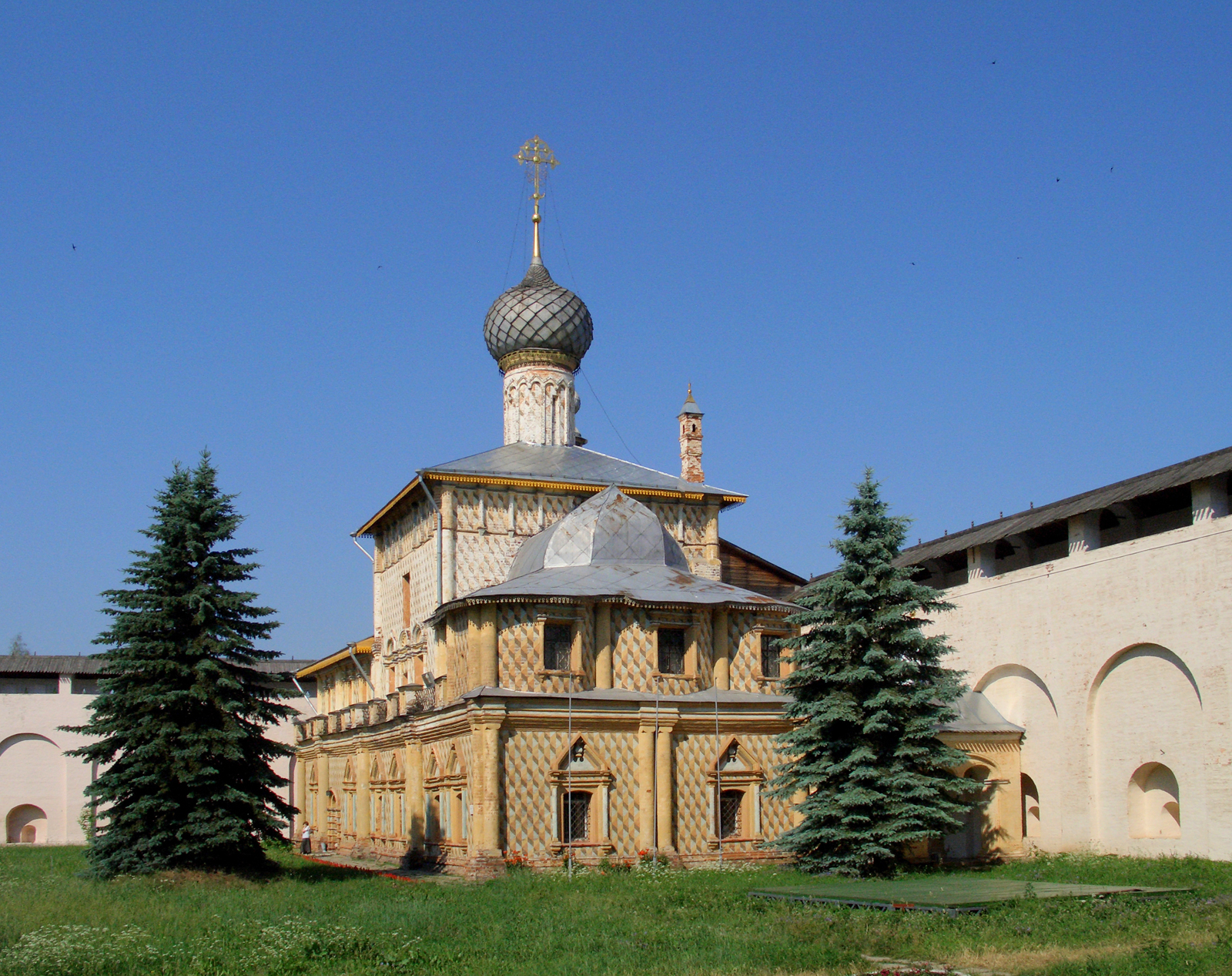
Кремль. Церква Одигітрії. 1693—1698 рр.
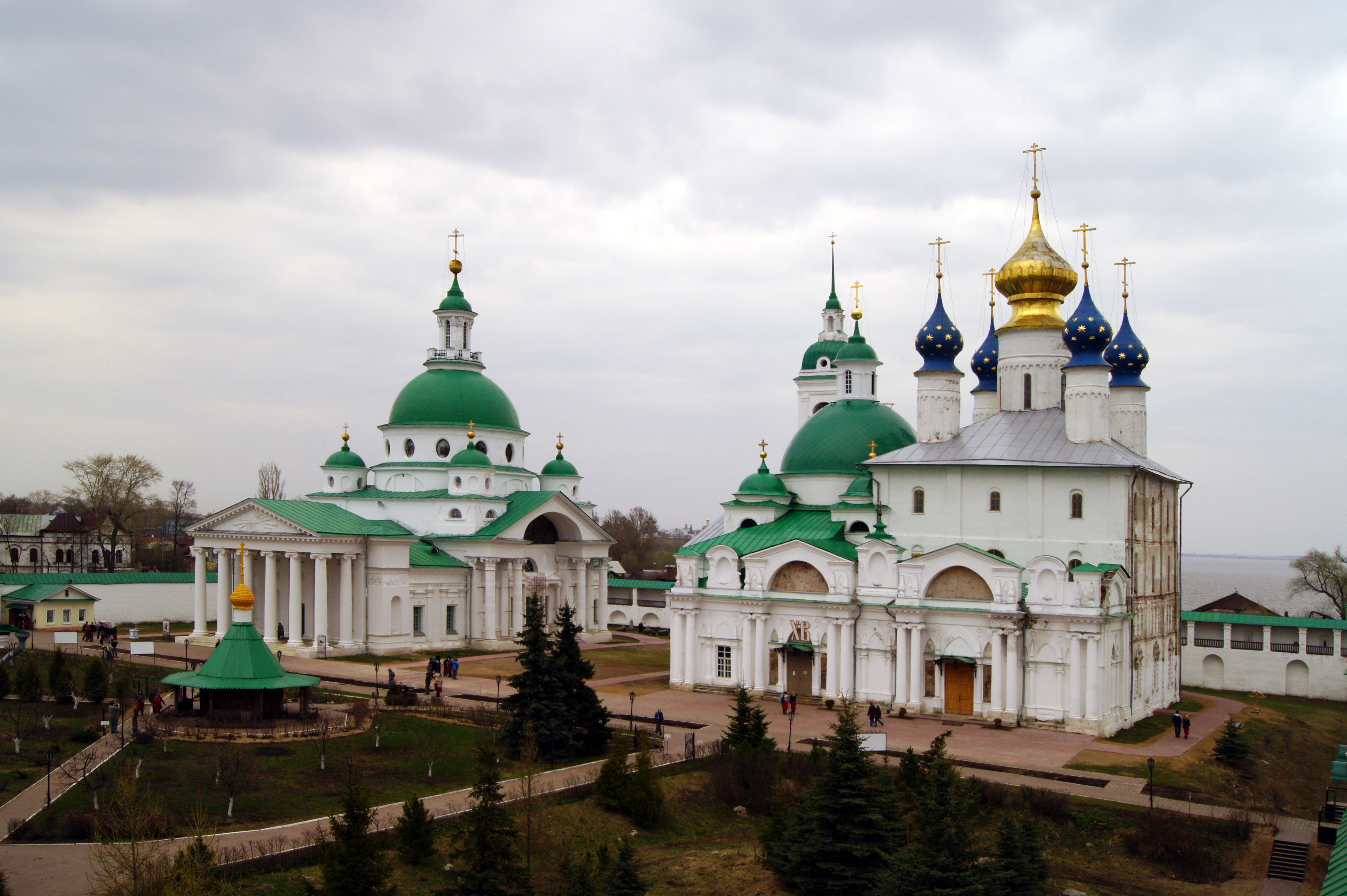
Споруди Спасо-Яковлевського монастиря. Праворуч — Аннозачатіївський собор, 1689 р.

## Відомі люди
- Туптало Дмитро Савич (1651—1709) — святий, митрополит Ростовський та Ярославський.
- Ушаков Микола Миколайович (1899—1973) — російськомовний поет і письменник в Україні.
- Домбровський Віктор Олексійович (1913—1972) — радянський астроном.
- Наумов Лев Миколайович (1925—2005) — радянський піаніст і педагог.